# Уодделл, Мартин
Мартин Уодделл (англ. Martin Waddell, писал также под псевдонимом Catherine Sefton; род. 1941) — ирландский детский писатель.

## Биография
Родился в Белфасте, большую часть жизни прожил в Ньюкасле (Северная Ирландия).
В молодости начал карьеру футболиста и подписал контракт с юношеской командой британского клуба Фулхэм, полагая, что перейдет оттуда во взрослую команду, но был назначен голкипером. Когда Уодделлу стало ясно, что карьера профессионального футболиста не удалась, он занялся литературным творчеством. Поначалу писал книги для взрослых, первый серьёзный успех ему принёс комический триллер «Отли», по которому впоследствии был снят художественный фильм Отли с Томом Кортни и Роми Шнайдер в главных ролях. После переезда в Северную Ирландию в конце 1960-х Уодделл создал ряд произведений, затрагивающих проблемы его малой родины, и стал писать для детей.
Почти все произведения Уодделла несут на себе отпечаток событий его жизни и зачастую разворачиваются у подножия горного кряжа Моурн в Северной Ирландии.
Самыми известными его произведениями являются книги о медвежатах — «Почему ты не спишь, Медвежонок?» (1988) и «Пошли домой, Медвежонок» (1993), а также серия «Маленький Дракула». Среди книг Уодделла немало историй о привидениях, но это не примитивные «страшилки». Привидения Уодделла приходят в мир людей, потому что ищут их помощи в решении проблем, не разрешенных при их жизни, и при этом иногда сами приходят на помощь людям. Повесть «Девочка-привидение» (1985) посвящена политической ситуации в Ирландии, рассмотренной в исторической перспективе. В конце этой книги Уодделл отмечает: «Если в истории Ирландии были жертвы, то и мы в их числе… но они умерли, а у нас ещё есть возможность выбора. Мы можем попытаться найти иной путь».
В 2004 году Уодделл удостоен премии Андерсена за вклад в детскую литературу.